# Rudolf Burkert
Rudolf Burkert (ur. 31 października 1904 w Polaun, zm. 7 czerwca 1985) – czechosłowacki kombinator norweski i skoczek narciarski pochodzenia niemieckiego, brązowy medalista olimpijski oraz dwukrotny medalista mistrzostw świata w narciarstwie klasycznym.

## Kariera
Startował w zawodach narciarskich w latach 20. i 30 XX wieku. W 1928, podczas igrzysk olimpijskich w Sankt Moritz, wywalczył brązowy medal w skokach narciarskich, ulegając jedynie Alfowi Andersenowi i Sigmundowi Ruudowi. Został tym samym pierwszym reprezentantem Czechosłowacji, który zdobył medal na zimowych igrzyskach olimpijskich. Na tych samych igrzyskach zajął także 12. miejsce w kombinacji norweskiej. Na kolejnych igrzyskach już nie startował.
Zdobył także złoty medal w kombinacji norweskiej na mistrzostwach świata w Cortinie d’Ampezzo, a sześć lat później, na mistrzostwach świata w Innsbrucku wywalczył srebrny medal w konkursie skoków. Wyprzedził go jedynie Marcel Reymond, a zaraz za Burkertem na trzecim miejscu uplasował się Sven Selånger.
W 1934, w związku z kontuzją stopy, musiał zakończyć karierę. Z uwagi na kontuzję został zwolniony ze służby wojskowej w armii niemieckiej podczas II wojny światowej. Po wojnie został zmuszony do opuszczenia swego domu. Pracował jako kierowca w Tanvaldzie, a w 1968 wyemigrował do Niemiec Zachodnich, gdzie zmarł w 1985.

## Osiągnięcia w skokach narciarskich

### Igrzyska olimpijskie
| Miejsce | Dzień     | Rok  | Miejscowość  | Konkurs                         | Wynik      | Strata     | Zwycięzca    |
| ------- | --------- | ---- | ------------ | ------------------------------- | ---------- | ---------- | ------------ |
| 3.      | 18 lutego | 1928 | Sankt Moritz | Skocznia normalna indywidualnie | 17.937 pkt | -1.271 pkt | Alf Andersen |

### Mistrzostwa świata
| Miejsce | Dzień    | Rok  | Miejscowość | Konkurs                         | Wynik     | Strata    | Zwycięzca      |
| ------- | -------- | ---- | ----------- | ------------------------------- | --------- | --------- | -------------- |
| 2.      | 8 lutego | 1933 | Innsbruck   | Skocznia normalna indywidualnie | 213,8 pkt | -10,2 pkt | Marcel Reymond |

## Osiągnięcia w skokach kombinacji norweskiej

### Igrzyska olimpijskie
| Miejsce | Dzień     | Rok  | Miejscowość  | Konkurencja   | Wynik      | Strata     | Zwycięzca            |
| ------- | --------- | ---- | ------------ | ------------- | ---------- | ---------- | -------------------- |
| 12.     | 18 lutego | 1928 | Sankt Moritz | Indywidualnie | 12.604 pkt | -5.229 pkt | Johan Grøttumsbråten |

### Mistrzostwa świata
| Miejsce | Dzień    | Rok  | Miejscowość       | Konkurencja   | Wynik      | Strata | Zwycięzca |
| ------- | -------- | ---- | ----------------- | ------------- | ---------- | ------ | --------- |
| 1.      | 2 lutego | 1927 | Cortina d’Ampezzo | Indywidualnie | 17.947 pkt | -      | -         |